# Beffa di Satana
Beffa di Satana è un film muto italiano del 1915 diretto da Telemaco Ruggeri.

## Trama
L'ingegnere Stellio Duodo si ritira in montagna per concentrarsi nello sviluppo del progetto del "telefonoscopio", un rivoluzionario apparecchio che permette di trasmettere a distanza audio ed immagini in movimento (la futura televisione). Un giorno giunge nella località, con una comitiva, la bella Frasquita, che seduce l'ingenuo ingegnere che per lei lascia la fedele fidanzata. Frasquita però ruba i progetti dell'invenzione, rivelandosi una complice dell'ingegnere Mayer, storico rivale di Duodo, che scioccato dall'inganno e colto da profondo sconforto perde improvvisamente la memoria.
Tempo dopo, sentendo parlare della novità della "telefonoscopia", inizia ad avere ricordi confusi riguardo al progetto.
Quando Mayer presenta al pubblico l'apparecchio spacciandolo per una propria invenzione, Duodo riacquista di colpo la memoria ed urla la verità dal microfono del telefonoscopio, aggredisce Frasquita strangolandola e, disperato e stremato, crolla sul cadavere della donna.

## Critica
(Pier Da Castello, "La Vita Cinematografica")
Giudicato dalla critica del tempo, stanca di melodrammi basati su furti di invenzioni avveniristiche ed improbabili, come un prodotto godibile ma che nulla di nuovo apporta al genere; ebbe comunque buon successo in Italia ed in Francia (distribuito con i titoli "Le persiflage de Satan" e "Mauvais Genie") anche grazie alla presenza di Lydia Quaranta nel ruolo dell'ammaliante e malvagia Frasquita, assurta a diva l'anno precedente con il celebre Cabiria di Giovanni Pastrone.
(“L’Albo della Cinematografia”, a. I, nn. 2-3, 1915)